# Charinus spelaeus
Espèce
Charinus spelaeus est une espèce d'amblypyges de la famille des Charinidae.

## Distribution
Cette espèce est endémique du Minas Gerais au Brésil. Elle se rencontre à Presidente Juscelino dans la grotte Lapa d'Água.

## Description
Les femelles mesurent de 5,69 à 8,69 mm, leur carapace de 1,73 à 3,08 mm de long sur de 2,27 à 3,97 mm.

## Étymologie
Son nom d'espèce lui a été donné en référence au lieu de sa découverte, une grotte.

## Publication originale
- Vasconcelos & Ferreira, 2017 : « Two new species of cave-dwelling Charinus Simon, 1892 from Brazil (Arachnida: Amblypygi: Charinidae). » Zootaxa, no 4312(2), p. 277–292.